# Gemini 3
För andra betydelser, se Gemini.

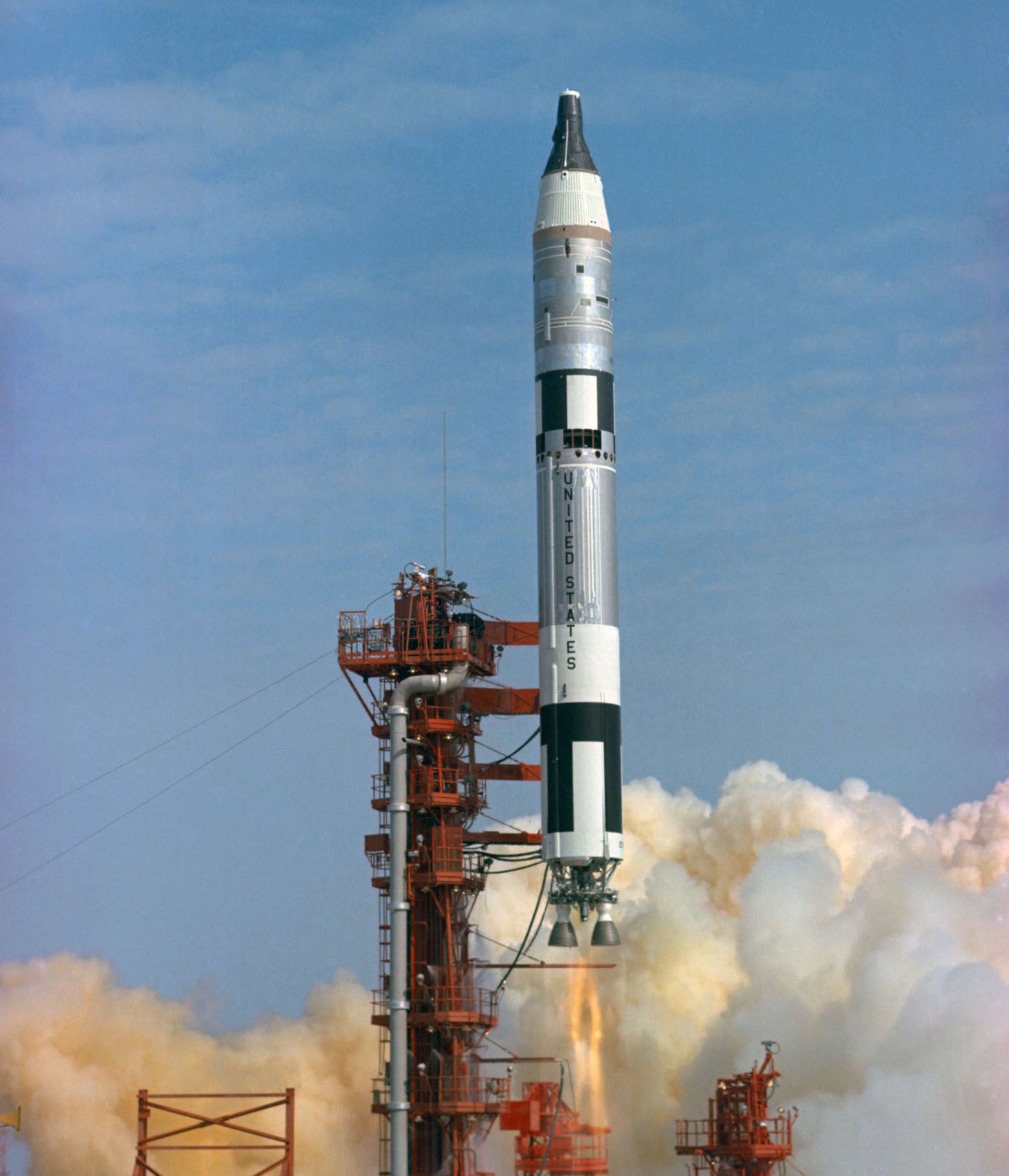
Gemini 3 lyfter från Cape Kennedy Air Force Station.

Gemini 3 var NASA:s första bemannade färd i Geminiprogrammet och sjunde bemannade färden totalt. Astronauterna Virgil I. Grissom och John W. Young flög ombord. Färden genomfördes 23 mars 1965 och varade i 4 timmar 52 minuter och 31 sekunder.
Farkosten sköts upp med en Titan II-raket från Cape Kennedy Air Force Station.

### Fotnoter
1. ↑  ”NASA Space Science Data Coordinated Archive” (på engelska). NASA. https://nssdc.gsfc.nasa.gov/nmc/spacecraft/display.action?id=1965-024A. Läst 27 mars 2020.